# Saint-Urbain-Maconcourt
Saint-Urbain-Maconcourt é uma comuna francesa na região administrativa de Grande Leste, no departamento de Haute-Marne. Estende-se por uma área de 25,85 km². Em 2010 a comuna tinha 652 habitantes (densidade: 25,2 hab./km²).